# Ayahualulco
Ayahualulco è una municipalità dello stato di Veracruz, nel Messico centrale, il cui capoluogo è la località omonima.
Conta 25.456 abitanti (2010) e ha una estensione di 172,83 km². 	
Il significato del nome della località in lingua nahuatl è cosa rotonda.